# Virtudes cardinais
A prudência, a justiça, a fortaleza e a temperança são quatro virtudes morais de conduta designadas como virtudes cardeais. Inicialmente enunciadas por Platão, no Livro IV da República, 426-435, no contexto da tradição filosófica clássica, exerceram grande influência no pensamento posterior do cristianismo.
O termo cardeal provém do latim cardo (dobradiça); estas quatro virtudes são chamadas "cardeais" porque todas as outras virtudes se enquadram nelas e dependem delas.
Na tradição cristã, também são referidas nos livros deuterocanónicos no Livro da Sabedoria, Capítulo 8, Versículo 7 ("E se alguém ama a justiça, saiba que as virtudes são frutos da Sabedoria: ela ensina a temperança e a prudência, a justiça e a fortaleza, que são os bens mais úteis na vida") e no Livro dos Macabeus 1:18–19. Posteriormente, Santo Ambrósio de Milão, Santo Agostinho de Hipona e São Tomás de Aquino expuseram as suas contrapartes sobrenaturais, as três virtudes teologais da fé, esperança e caridade.
Segundo a Doutrina da Igreja Católica, elas "são perfeições habituais e estáveis da inteligência e da vontade humanas, que regulam os nossos actos, ordenam as nossas paixões e guiam a nossa conduta segundo a razão e a fé. Adquiridas e reforçadas por actos moralmente bons e repetidos, são purificadas e elevadas pela graça divina". As virtudes cardeais são quatro:
- a prudência (originalmente “sapientia” que em latim significa conhecimento ou Sabedoria), dispõe a razão para discernir em todas as circunstâncias o verdadeiro bem e a escolher os justos meios para o atingir. Ela conduz a outras virtudes, indicando-lhes a regra e a medida", sendo por isso considerada a virtude-mãe humana.
- a justiça, que é uma constante e firme vontade de dar aos outros o que lhes é devido;
- a fortaleza (ou Força) que assegura a firmeza nas dificuldades e a constância na procura do bem;
- e a temperança (ou Moderação) que "modera a atracção dos prazeres, assegura o domínio da vontade sobre os instintos e proporciona o equilíbrio no uso dos bens criados", sendo por isso descrita como sendo a prudência aplicada aos prazeres.[3]

| Iustitia (Justiça) | Fortitudo (Fortaleza) | Sapientia (Prudência) | Temperantia (Temperança) |
| ------------------ | --------------------- | --------------------- | ------------------------ |
|                    |                       |                       |                          |